# Liste der Nummer-eins-Hits in Spanien (2005)
Diese Liste enthält alle Nummer-eins-Hits in Spanien im Jahr 2005. Es gab in diesem Jahr 26 Nummer-eins-Singles und 18 Nummer-eins-Alben.
| Singles | Alben |
| --- | --- |
| - Band Aid 20 – Do They Know It's Christmas? - 2 Wochen (19. Dezember 2004 – 1. Januar 2005) - Astrud – Todo nos parece una mierda - 2 Wochen (2. Januar – 15. Januar, insgesamt 3 Wochen) - U2 – Vertigo - 1 Woche (16. Januar – 22. Januar, insgesamt 5 Wochen) - The Chemical Brothers – Galvanize - 2 Wochen (23. Januar – 5. Februar) - El Sueño de Morfeo – Nunca Volverá - 2 Wochen (6. Februar – 19. Februar, insgesamt 4 Wochen) - U2 – Sometimes You Can’t Make It On Your Own - 1 Woche (20. Februar – 26. Februar) - El Sueño de Morfeo – Nunca Volverá - 1 Woche (27. Februar – 5. März, insgesamt 4 Wochen) - Amaral – El universo sobre mí - 3 Wochen (6. März – 26. März) - El Sueño de Morfeo – Nunca Volverá - 1 Woche (27. März – 2. April, insgesamt 4 Wochen) - Bunbury – Canto (El mismo dolor) - 1 Woche (3. April – 9. April) - Mark Knopfler – The Trawlerman's Song - 2 Wochen (10. April – 23. April) - Mónica Naranjo – Enamorada de ti - 2 Wochen (24. April – 7. Mai) - Skizoo – Renuncia al sol - 1 Woche (8. Mai – 14. Mai) - Gorillaz – Feel Good Inc. - 1 Woche (15. Mai – 21. Mai) - Shakira feat. Alejandro Sanz – La Tortura - 4 Wochen (22. Mai – 18. Juni) - U2 – City of Blinding Lights - 2 Wochen (19. Juni – 2. Juli) - El Arrebato – Himno oficial del centenario - 1 Woche (3. Juli – 9. Juli, insgesamt 4 Wochen) - Crazy Frog – Axel F. - 4 Wochen (10. Juli – 6. August) - El Arrebato – Himno oficial del centenario - 2 Wochen (7. August – 20. August, insgesamt 4 Wochen) - Goldfrapp – Ooh La La - 1 Woche (21. August – 27. August) - The Rolling Stones – Streets of Love - 1 Woche (28. August – 3. September) - Iron Maiden – The Trooper - 2 Wochen (4. September – 17. September) - OBK – Sin rencor - 2 Wochen (18. September – 1. Oktober) - Crazy Frog – Popcorn - 1 Woche (2. Oktober – 8. Oktober) - Depeche Mode – Precious - 3 Wochen (9. Oktober – 29. Oktober) - Circus – Dos mentiras - 1 Woche (30. Oktober – 5. November) - Mägo de Oz – La posada de los muertos - 1 Woche (6. November – 12. November) - Madonna – Hung Up - 5 Wochen (13. November – 17. Dezember, insgesamt 9 Wochen; → 2006) - Depeche Mode – A Pain That I’m Used To - 1 Woche (18. Dezember – 24. Dezember) - Crazy Frog – Jingle Bells / Last Christmas - 1 Woche (25. Dezember – 31. Dezember) | - María Isabel – No me toques las palmas que me conozco - 5 Wochen (2. Januar – 5. Februar) - Miguel Bosé – Velvetina - 1 Woche (6. Februar – 12. Februar) - Michael Bublé – It’s Time - 1 Woche (13. Februar – 19. Februar) - Héroes del Silencio – El ruido y la furia - 2 Wochen (20. Februar – 5. März) - Los chicos del Coro (Soundtrack) - 1 Woche (6. März – 12. März) - Santa Justa Klan – SJK - 1 Woche (13. März – 19. März) - Amaral – Pájaros en la cabeza - 6 Wochen (20. März – 30. April) - Melendi – Que el cielo espere sentao - 2 Wochen (1. Mai – 14. Mai) - Bustamante – Caricias al alma - 4 Wochen (15. Mai – 11. Juni) - Shakira – Fijación Oral Vol. 1 - 2 Wochen (12. Juni – 25. Juni) - El Canto del Loco – Zapatillas - 6 Wochen (26. Juni – 6. August) - Star Wars: Episode III – Revenge of the Sith (Filmsoundtrack / John Williams) - 7 Wochen (7. August – 24. September) - Joaquín Sabina – Alivio de luto - 2 Wochen (25. September – 8. Oktober) - Operación Triunfo – Ot musicales - 1 Woche (9. Oktober – 15. Oktober) - Batuka – Batuka Latin - 4 Wochen (16. Oktober – 12. November) - Il Divo – Ancora - 1 Woche (13. November – 19. November, insgesamt 6 Wochen; → 2006) - Madonna – Confessions on a Dance Floor - 1 Woche (20. November – 26. November) - Estopa – Voces de ultrarumba - 4 Wochen (27. November – 24. Dezember) - Il Divo – Ancora - 4 Wochen (25. Dezember 2005 – 21. Januar 2006, insgesamt 6 Wochen) |